# ALICE (detektor)

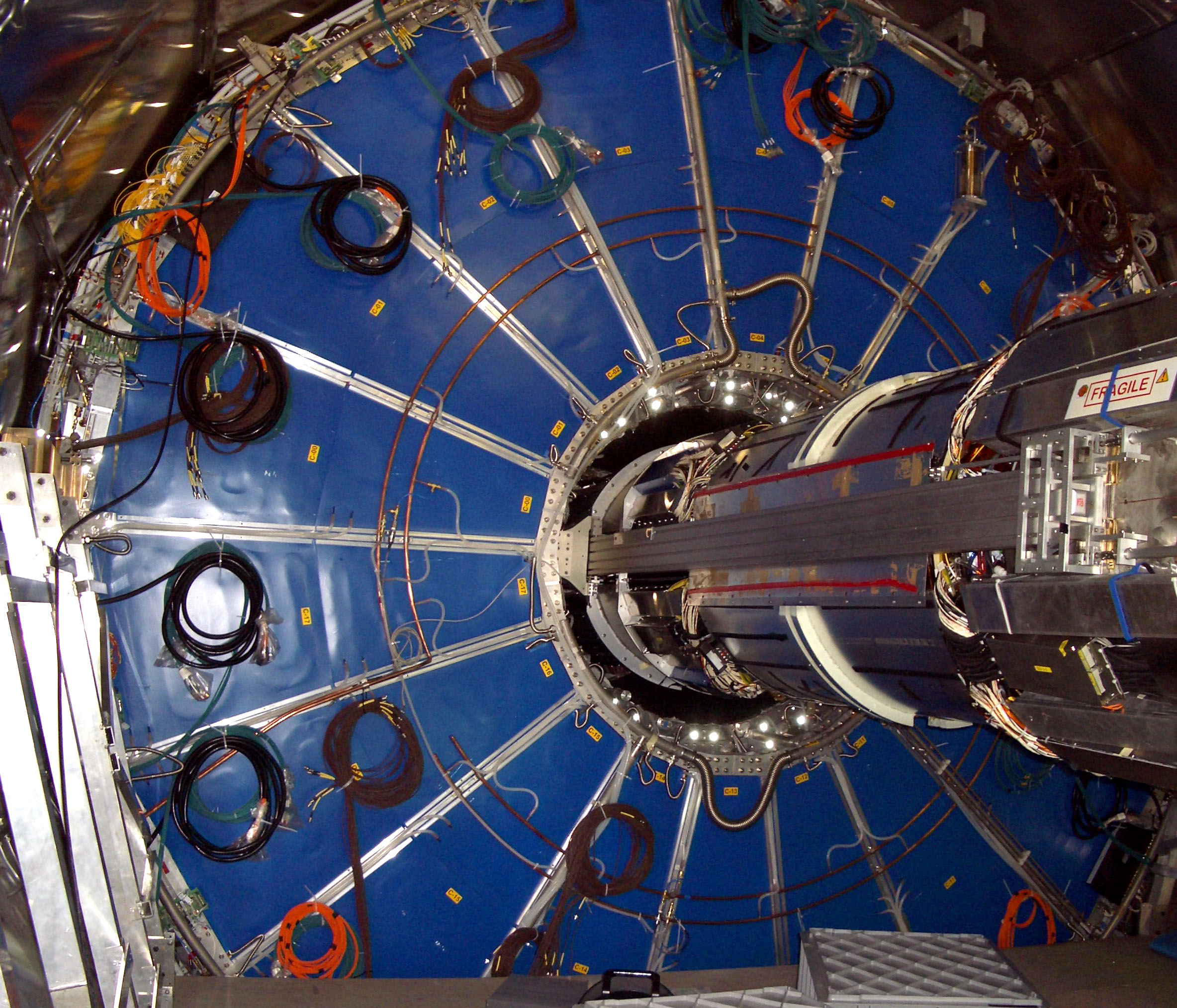
Detektor ALICE.

ALICE (ang. A Large Ion Collider Experiment) – jeden z detektorów przy wybudowanym w CERN-ie Wielkim Zderzaczu Hadronów (LHC). 
Posłuży obserwacji zderzeń jąder ołowiu, podczas których powstać może plazma kwarkowo-gluonowa (QGP). Będzie również służył do badań zderzeń proton-proton, uzyskując z nich dane porównawcze do zderzeń jonów ołowiu.
ALICE jest jednym z siedmiu detektorów w LHC, pozostałe to: ATLAS, CMS, TOTEM, LHCb, LHCf, MoEDAL.
ALICE oznacza też zespół badawczy budujący i później eksploatujący detektor.